# Миодраг Белодедич
Миодраг Белодедич (на румънски: Miodrag Belodedici) е румънски футболист от сръбски произход. Той е единственият футболист, ставал европейски клубен шампион с два отбора от Източна Европа – със Стяуа през 1986 г. и с Цървена звезда през 1991 г. Има 53 мача и 3 гола за румънския национален отбор.

## Клубна кариера
Започва кариерата си в отбора на Минерул-Молдова. На 17-годишна възраст става част от Луцеафарул (Букурещ). През 1982 г. става част от състава на Стяуа, който по това време не е ставал шампион на страната в продължение на няколко сезона. Първоначално Белодедич изпитва проблеми да се наложи заради неразбирателство с треньора Флориан Халагян, но след завръщането на Емерих Йеней на треньорския пост Стяуа печели титлата, а Белодедич става основен либеро. Стяуа се превръща в тотален хегемон на местната сцена с пет поредни титли на Румъния и 4 национални купи. През 1986 г. румънците стават първия отбор от социалистическия лагер, спечелил Купата на европейските шампиони, побеждавайки Барселона на финала след изпълнение на дузпи.
Въпреки успехите обаче Белодедич е противник на режима на Николае Чаушеску и мечтае да играе за любимия си отбор Цървена звезда. В края на 1988 г. избягва от Румъния под претекст, че придружава майка си да посети роднини в Югославия. Тъй като има офицерски чин, е обявен за дезертьор и осъден на 10 години затвор. През декември 1988 г. убеждава тогавашния технически директор на „звездашите“ Драган Джаич да играе за отбора, макар да получава едногодишна забрана от ФИФА да играе футбол, заради нарушаването на договора си със Стяуа. След като наказанието изтича, Белодедич заменя ветерана Бошко Гюровски в центъра на отбраната и печели титлата и купата на Югославия през сезон 1989/90. Хладнокръвната игра на бранителя е в основата на спечелването на Купата на европейските шампиони през следващия сезон.
След разпадането на Югославия преминава в испанския Валенсия, където играе с Любослав Пенев и Леонардо Араужо. Играе два сезона в тима на „прилепите“, като записва 49 мача в Ла Лига. През лятото на 1994 г. получава оферти от Мексико, но решава да остане в Испания и преминава в Реал Валядолид. Там е твърд титуляр, но тимът заема предпоследното 19-о място и изпада. Следва един сезон във втородивизионния Виляреал, преди все пак да премине в мексиканския шампионат, в тима на Атланте.
През 1998 г. се завръща в Стяуа, като печели купата на Румъния през сезон 1998/99 и шампионската титла през 2000/01.

## Национален отбор
Дебютира за националния отбор на 31 юли 1984 г. в мач с Китай. Първия си гол за Румъния вкарва на 4 март 1987 г. срещу тима на Турция. След като емигрира в Югославия не е викан в националния отбор до 1992 г. Участва на Мондиал 1994, като помага на Румъния да достигне 1/4-финалите. Част е и от състава на Евро 1996 и Евро 2000, където обаче румънците отпадат още в груповата фаза.

## Успехи
- Шампион на Румъния (6): 1984/85, 1985/86, 1986/87, 1987/88, 1988/89, 2000/01
- Купа на Румъния (3): 1984/85, 1986/87, 1998/99
- Шампион на Югославия (3): 1989/90, 1990/91, 1991/92
- Купа на Югославия (1): 1989/90
- КЕШ (2): 1986, 1991
- Суперкупа на Европа (1): 1986
- Международна купа на шампионите (1): 1991